# Lista gmin w stanie Puebla

Lokalizacja stanu Puebla na mapie Meksyku

Podział stanu Puebla na gminy

Meksykański stan Puebla składa się z 217 gmin (hiszp. municipios).
| INEGI (kod statystyczny) | Nazwa gminy                      | Siedziba władz                     | Liczba ludności |
| ------------------------ | -------------------------------- | ---------------------------------- | --------------- |
| 001                      | Acajete                          | Acajete                            | 53 115          |
| 002                      | Acateno                          | San José Acateno                   | 8 419           |
| 003                      | Acatlán                          | Acatlán de Osorio                  | 32 521          |
| 004                      | Acatzingo                        | San Juan Acatzingo de Hidalgo      | 46 178          |
| 005                      | Acteopan                         | Acteopan                           | 2 914           |
| 006                      | Ahuacatlán                       | Ahuacatlán                         | 13 745          |
| 007                      | Ahuatlán                         | Ahuatlán                           | 3 402           |
| 008                      | Ahuazotepec                      | Ahuazotepec                        | 9 573           |
| 009                      | Ahuehuetitla                     | Ahuehuetitla                       | 1 978           |
| 010                      | Ajalpan                          | Ajalpan                            | 54 740          |
| 011                      | Albino Zertuche                  | Acaxtlahuacán de Albino Zertuche   | 1 759           |
| 012                      | Aljojuca                         | Aljojuca                           | 6 055           |
| 013                      | Altepexi                         | Altepexi                           | 17 238          |
| 014                      | Amixtlan                         | Amixtlan                           | 5 000           |
| 015                      | Amozoc                           | Amozoc de Mota                     | 78 452          |
| 016                      | Aquixtla                         | Aquixtla                           | 7 386           |
| 017                      | Atempan                          | Atempan                            | 22 150          |
| 018                      | Atexcal                          | San Martín Atexcal                 | 3 624           |
| 019                      | Atlequizayan                     | Atlequizayan                       | 3 039           |
| 020                      | Atlixco                          | Atlixco                            | 122 149         |
| 021                      | Atoyatempan                      | Atoyatempan                        | 6 194           |
| 022                      | Atzala                           | Atzala                             | 1 232           |
| 023                      | Atzitzihuacán                    | Santiago Atzitzihuacán             | 11 016          |
| 024                      | Atzitzintla                      | Atzitzintla                        | 8 040           |
| 025                      | Axutla                           | Axutla                             | 935             |
| 026                      | Ayotoxco de Guerrero             | Ayotoxco de Guerrero               | 7 883           |
| 027                      | Calpan                           | San Andrés Calpan                  | 13 319          |
| 028                      | Caltepec                         | Caltepec                           | 4 532           |
| 029                      | Camocuautla                      | Camocuautla                        | 2 207           |
| 030                      | Cañada Morelos                   | Morelos Cañada                     | 17 870          |
| 031                      | Caxhuacán                        | Caxhuacán                          | 3 814           |
| 032                      | Chalchicomula de Sesma           | Ciudad Serdán                      | 40 871          |
| 033                      | Chapulco                         | Chapulco                           | 6 196           |
| 034                      | Chiautla                         | Chiautla de Tapia                  | 18 480          |
| 035                      | Chiautzingo                      | San Lorenzo Chiautzingo            | 17 167          |
| 036                      | Chichiquila                      | Chichiquila                        | 23 072          |
| 037                      | Chiconcuautla                    | Chiconcuautla                      | 13 562          |
| 038                      | Chietla                          | Chietla                            | 32 825          |
| 039                      | Chigmecatitlán                   | Chigmecatitlán                     | 1 149           |
| 040                      | Chignahuapan                     | Chignahuapan                       | 51 536          |
| 041                      | Chignautla                       | Chignautla                         | 26 087          |
| 042                      | Chila                            | Chila                              | 4 562           |
| 043                      | Chila de la Sal                  | Chila de la Sal                    | 1 246           |
| 044                      | Chilchotla                       | Rafael J. García                   | 18 303          |
| 045                      | Chinantla                        | Chinantla                          | 2 246           |
| 046                      | Coatepec                         | Coatepec                           | 729             |
| 047                      | Coatzingo                        | Coatzingo                          | 3 105           |
| 048                      | Cohetzala                        | Santa María Cohetzala              | 1 356           |
| 049                      | Cohuecán                         | Cohuecán                           | 4 492           |
| 050                      | Coronango                        | Santa María Coronango              | 30 255          |
| 051                      | Coxcatlán                        | Coxcatlán                          | 19 764          |
| 052                      | Coyomeapan                       | Santa María Coyomeapan             | 12 614          |
| 053                      | Coyotepec                        | San Vicente Coyotepec              | 2 242           |
| 054                      | Cuapiaxtla de Madero             | Cuapiaxtla de Madero               | 7 183           |
| 055                      | Cuautempan                       | San Esteban Cuautempan             | 8 497           |
| 056                      | Cuautinchan                      | Cuautinchan                        | 7 720           |
| 057                      | Cuautlancingo                    | San Juan Cuautlancingo             | 55 456          |
| 058                      | Cuayuca de Andrade               | San Pedro Cuayuca                  | 3 221           |
| 059                      | Cuetzalán del Progreso           | Cuetzalán                          | 45 781          |
| 060                      | Cuyoaco                          | Cuyoaco                            | 14 367          |
| 061                      | Domingo Arenas                   | Domingo Arenas                     | 5 597           |
| 062                      | Eloxochitlán                     | Eloxochitlán                       | 11 347          |
| 063                      | Epatlán                          | San Juan Epatlán                   | 4 268           |
| 064                      | Esperanza                        | Esperanza                          | 12 398          |
| 065                      | Francisco Z. Mena                | Metlaltoyuca                       | 16 013          |
| 066                      | General Felipe Ángeles           | San Pablo de las Tunas             | 17 447          |
| 067                      | Guadalupe                        | Guadalupe                          | 6 355           |
| 067                      | Guadalupe Victoria               | Guadalupe Victoria                 | 15 041          |
| 068                      | Hermenegildo Galeana             | Bienvenido                         | 7 560           |
| 069                      | Honey                            | Honey                              | 6 683           |
| 070                      | Huaquechula                      | Huaquechula                        | 25 425          |
| 071                      | Huatlatlauca                     | Huatlatlauca                       | 6 540           |
| 072                      | Huauchinango                     | Huauchinango                       | 90 846          |
| 073                      | Huehuetla                        | Huehuetla                          | 15 616          |
| 074                      | Huehuetlán El Chico              | Huehuetlán El Chico                | 8 332           |
| 075                      | Huehuetlán El Grande             | Santo Domingo Huehuetlán           | 6 291           |
| 076                      | Huejotzingo                      | Huejotzingo                        | 59 822          |
| 077                      | Hueyapan                         | Hueyapan                           | 11 105          |
| 078                      | Hueytamalco                      | Hueytamalco                        | 26 115          |
| 079                      | Hueytlalpan                      | Hueytlalpan                        | 4 661           |
| 080                      | Huitzilan de Serdan              | Huitzilan                          | 12 088          |
| 081                      | Huitziltepec                     | Santa Clara Huitziltepec           | 4 862           |
| 082                      | Ixcamilpa de Guerrero            | Ixcamilpa                          | 3 602           |
| 083                      | Ixcaquixtla                      | San Juan Ixcaquixtla               | 7 546           |
| 084                      | Ixtacamaxtitlán                  | Ixtacamaxtitlán                    | 25 160          |
| 085                      | Ixtepec                          | Ixtepec                            | 6 745           |
| 086                      | Izúcar de Matamoros              | Izúcar de Matamoros                | 69 413          |
| 087                      | Jalpan                           | Jalpan                             | 12 070          |
| 088                      | Jolalpan                         | Jolalpan                           | 11 771          |
| 090                      | Jopala                           | Jopala                             | 4 678           |
| 091                      | Juan C. Bonilla                  | Cuanalá                            | 14 814          |
| 092                      | Juan Galindo                     | Nuevo Necaxa                       | 9 616           |
| 093                      | Juan N. Méndez                   | Atenayuca                          | 4 977           |
| 094                      | Lafragua                         | Saltillo                           | 7 772           |
| 095                      | Libres                           | San Juan de los Llanos             | 28 333          |
| 096                      | La Magdalena Tlatlauquitepec     | La Magdalena Tlatlauquitepec       | 462             |
| 097                      | Los Reyes de Juárez              | Los Reyes de Juárez                | 24 151          |
| 098                      | Mazapiltepec de Juárez           | Mazapiltepec de Juárez             | 2 422           |
| 099                      | Mixtla                           | San Francisco Mixtla               | 2 164           |
| 100                      | Molcaxac                         | Molcaxac                           | 5 719           |
| 101                      | Naupan                           | Naupan                             | 9 748           |
| 102                      | Nauzontla                        | Nauzontla                          | 3 443           |
| 103                      | Nealticán                        | San Buenaventura Nealticán         | 10 513          |
| 104                      | Nicolás Bravo                    | Nicolás Bravo                      | 5 489           |
| 105                      | Nopalucan                        | Nopalucan de la Granja             | 24 405          |
| 106                      | Ocotepec                         | Ocotepec                           | 4 519           |
| 107                      | Ocoyucan                         | Santa Clara Ocoyucan               | 21 185          |
| 108                      | Olintla                          | Olintla                            | 12 104          |
| 109                      | Oriental                         | Oriental                           | 14 365          |
| 110                      | Pahuatlán                        | Pahuatlán de Valle                 | 18 209          |
| 111                      | Palmar de Bravo                  | Palmar de Bravo                    | 39 077          |
| 112                      | Pantepec                         | Pantepec                           | 18 251          |
| 113                      | Petlalcingo                      | Petlalcingo                        | 9 132           |
| 114                      | Piaxtla                          | Piaxtla                            | 4 097           |
| 115                      | Puebla                           | Puebla de los Ángeles              | 1 485 941       |
| 116                      | Quecholac                        | Quecholac                          | 42 472          |
| 117                      | Quimixtlán                       | Quimixtlán                         | 19 609          |
| 118                      | Rafael Lara Grajales             | Rafael Lara Grajales               | 12 945          |
| 119                      | San Andrés Cholula               | San Andrés Cholula                 | 80 118          |
| 120                      | San Antonio Cañada               | San Antonio Cañada                 | 4 518           |
| 121                      | San Diego La Mesa Tochimiltzingo | Tochimiltzingo                     | 1 281           |
| 122                      | San Felipe Teotlalcingo          | San Felipe Teotlalcingo            | 8 497           |
| 123                      | San Felipe Tepatlán              | San Felipe Tepatlán                | 4 309           |
| 124                      | San Gabriel Chilac               | San Gabriel Chilac                 | 13 386          |
| 125                      | San Gregorio Atzompa             | San Gregorio Atzompa               | 6 981           |
| 126                      | San Jerónimo Tecuanipan          | San Jerónimo Tecuanipan            | 5 226           |
| 127                      | San Jerónimo Xayacatlán          | San Jerónimo Xayacatlán            | 3 843           |
| 128                      | San José Chiapa                  | San José Chiapa                    | 7 414           |
| 129                      | San José Miahuatlán              | San José Miahuatlán                | 11 883          |
| 130                      | San Juan Atenco                  | San Juan Atenco                    | 3 315           |
| 131                      | San Juan Atzompa                 | San Juan Atzompa                   | 765             |
| 132                      | San Martín Texmelucan            | San Martín Texmelucan de Labastida | 130 316         |
| 133                      | San Martín Totoltepec            | San Martín Totoltepec              | 770             |
| 134                      | San Matías Tlalancaleca          | San Matías Tlalancaleca            | 17 069          |
| 135                      | San Miguel Ixitlán               | San Miguel Ixitlán                 | 574             |
| 136                      | San Miguel Xoxtla                | San Miguel Xoxtla                  | 10 664          |
| 137                      | San Nicolás de Buenos Aires      | San Nicolás de Buenos Aires        | 8 353           |
| 138                      | San Nicolás de los Ranchos       | San Nicolás los Ranchos            | 9 749           |
| 139                      | San Pablo Amicano                | San Pablo Amicano                  | 3 332           |
| 140                      | San Pedro Cholula                | Cholula de Rivadabia               | 113 436         |
| 141                      | San Pedro Yeloixtlahuaca         | San Pedro Yeloixtlahuacan          | 3 224           |
| 142                      | San Salvador El Seco             | San Salvador El Seco               | 25 266          |
| 143                      | San Salvador El Verde            | San Salvador El Verde              | 23 937          |
| 144                      | San Salvador Huixcolotla         | San Salvador Huixcolotla           | 12 164          |
| 145                      | San Sebastián Tlacotepec         | Tlacotepec de Díaz                 | 12 688          |
| 146                      | Santa Catarina Tlaltempan        | Santa Catarina Tlaltempan          | 795             |
| 147                      | Santa Inés Ahuatempan            | Santa Inés Ahuatempan              | 5 646           |
| 148                      | Santa Isabel Cholula             | Santa Isabel Cholula               | 9 192           |
| 149                      | Santiago Miahuatlán              | Santiago Miahuatlán                | 18 486          |
| 150                      | Santo Tomas Hueyotlipán          | Santo Tomas Hueyotlipán            | 7 511           |
| 151                      | Soltepec                         | Soltepec                           | 11 115          |
| 152                      | Tecali de Herrera                | Tecali de Herrera                  | 18 181          |
| 153                      | Tecamachalco                     | Tecamachalco                       | 64 380          |
| 154                      | Tecomatlán                       | Tecomatlán                         | 5 068           |
| 155                      | Tehuacán                         | Tehuacán                           | 260 923         |
| 156                      | Tehuitzingo                      | Tehuitzingo                        | 10 320          |
| 157                      | Tenampulco                       | Tenampulco                         | 6 721           |
| 158                      | Teopantlán                       | Teopantlán                         | 4 220           |
| 159                      | Teotlalco                        | Teotlalco                          | 2 971           |
| 160                      | Tepanco de López                 | Tepanco de López                   | 17 093          |
| 161                      | Tepango de Rodríguez             | Tepango de Rodríguez               | 4 118           |
| 162                      | Tepatlaxco de Hidalgo            | Tepatlaxco de Hidalgo              | 14 866          |
| 163                      | Tepeaca                          | Tepeaca                            | 67 157          |
| 164                      | Tepemaxalco                      | San Felipe Tepemaxalco             | 1 215           |
| 165                      | Tepeojuma                        | Tepeojuma                          | 7 465           |
| 166                      | Tepetzintla                      | Tepetzintla                        | 9 442           |
| 167                      | Tepexco                          | Tepexco                            | 6 263           |
| 168                      | Tepexi de Rodríguez              | Tepexi de Rodríguez                | 19 165          |
| 169                      | Tepeyahualco                     | Tepeyahualco                       | 15 814          |
| 170                      | Tepeyahualco de Cuauhtémoc       | Tepeyahualco Cuauhtémoc            | 2 976           |
| 171                      | Tetela de Ocampo                 | Tetela de Ocampo                   | 24 459          |
| 172                      | Teteles de Ávila Castillo        | Teteles de Ávila Castillo          | 5 548           |
| 173                      | Teziutlán                        | Teziutlán                          | 88 970          |
| 174                      | Tianguismanalco                  | Tianguismanalco                    | 9 689           |
| 175                      | Tilapa                           | Tilapa                             | 8 194           |
| 176                      | Tlachichuca                      | Tlachichuca                        | 26 787          |
| 177                      | Tlacotepec de Benito Juárez      | Tlacotepec de Benito Juárez        | 44 579          |
| 178                      | Tlacuilotepec                    | Tlacuilotepec                      | 16 979          |
| 179                      | Tlahuapan                        | Santa Rita Tlahuapan               | 33 831          |
| 180                      | Tlaltenango                      | Tlaltenango                        | 5 676           |
| 181                      | Tlanepantla                      | Tlanepantla                        | 4 623           |
| 182                      | Tlaola                           | Tlaola                             | 19 010          |
| 183                      | Tlapacoya                        | Tlapacoya                          | 6 034           |
| 184                      | Tlapanala                        | Tlapanala                          | 7 994           |
| 185                      | Tlatlauquitepec                  | Tlatlauquitepec                    | 47 151          |
| 186                      | Tlaxco                           | Tlaxco                             | 5 324           |
| 187                      | Tochimilco                       | Tochimilco                         | 14 954          |
| 188                      | Tochtepec                        | Tochtepec                          | 18 205          |
| 189                      | Totoltepec de Guerrero           | Totoltepec de Guerrero             | 1 089           |
| 190                      | Tulcingo                         | Tulcingo de Valle                  | 8 520           |
| 191                      | Tuzamapán de Galeana             | Tuzamapán de Galeana               | 5 857           |
| 192                      | Tzicatlacoyan                    | Tzicatlacoyan                      | 5 758           |
| 193                      | Venustiano Carranza              | Venustiano Carranza                | 26 465          |
| 194                      | Vicente Guerrero                 | Santa María del Monte              | 20 391          |
| 195                      | Xayacatlán de Bravo              | Xayacatlán de Bravo                | 1 333           |
| 196                      | Xicotepec                        | Xicotepec de Juárez                | 71 454          |
| 197                      | Xicotlán                         | Xicotlán                           | 1 234           |
| 198                      | Xiutetelco                       | San Juan Xiutetelco                | 34 575          |
| 199                      | Xochiapulco                      | Cinco de Mayo                      | 3 873           |
| 200                      | Xochiltepec                      | Xochiltepec                        | 3 041           |
| 201                      | Xochitlán de Vicente Suárez      | Xochitlán de Romero Rubio          | 11 744          |
| 202                      | Xochitlán Todos Santos           | Xochitlán                          | 5 387           |
| 089                      | Xonotla                          | Xonotla                            | 4 678           |
| 203                      | Yaonahuac                        | Yaonahuac                          | 7 152           |
| 204                      | Yehualtepec                      | Yehualtepec                        | 20 875          |
| 205                      | Zacapala                         | Zacapala                           | 3 915           |
| 206                      | Zacapoaxtla                      | Zacapoaxtla                        | 50 447          |
| 207                      | Zacatlán                         | Zacatlán                           | 69 833          |
| 208                      | Zapotitlán                       | Zapotitlán Salinas                 | 7 774           |
| 209                      | Zapotitlán de Méndez             | Zapotitlán de Méndez               | 5 178           |
| 210                      | Zaragoza                         | Zaragoza                           | 14 452          |
| 211                      | Zautla                           | Santiago Zautla                    | 18 567          |
| 212                      | Zihuateutla                      | Zihuateutla                        | 12 227          |
| 213                      | Zinacatepec                      | San Sebastián Zinacatepec          | 14 547          |
| 214                      | Zongozotla                       | Zongozotla                         | 4 369           |
| 215                      | Zoquiapan                        | Zoquiapan                          | 2 625           |
| 216                      | Zoquitlán                        | Zoquitlán                          | 18 688          |